# Ambrose Lake, British Columbia
Ambrose Lake är en sjö i Kanada.   Den ligger i provinsen British Columbia, i den sydvästra delen av landet, 3 600 km väster om huvudstaden Ottawa. Ambrose Lake ligger 53 meter över havet. Arean är 0,28 kvadratkilometer. Den ligger vid sjön Ruby Lake. Den sträcker sig 0,6 kilometer i nord-sydlig riktning, och 0,8 kilometer i öst-västlig riktning.
I omgivningarna runt Ambrose Lake växer i huvudsak barrskog. Runt Ambrose Lake är det mycket glesbefolkat, med 3 invånare per kvadratkilometer.